# Burgenland
Para el distrito de Sajonia-Anhalt (Alemania), véase: distrito de Burgenland.
Burgenland (pronunciación: Búrguenlant; «país de castillos») es un estado federado de Austria. La capital del estado es Eisenstadt. Es el más oriental de los nueve estados federados de Austria y el menos poblado. Su territorio corresponde con el área cedida por el Reino de Hungría a la recién creada República de Austria en virtud del Tratado de Trianon. En 1921 se anexiona el territorio y recibe el nombre legal de "Burgenland" en virtud de la Ley Federal de 24 de enero de 1921.
Burgenland limita al norte con la ciudad de Bratislava (Eslovaquia), al este con los condados de Györ-Moson-Sopron y Vas (ambos en Hungría), al sur con la región eslovena del Mura, y al oeste con los estados federados austríacos de Estiria y Baja Austria. Las fronteras con los países mencionados constituían, hasta el 21 de diciembre de 2007, 397 km de la frontera exterior del espacio Schengen de la UE. 
El estado de Burgenland se extiende desde el Lago Neusiedl en el norte hasta las estribaciones de los Alpes en el sur. Tiene una forma alargada norte-sur y llega a estrecharse hasta una anchura de 4 km a la altura de Sieggraben. Burgenland es miembro de la Eurorregión Centrope.

## Geografía
Burgenlad tiene una superficie de 3.965,2 km² y tiene 397 km de frontera, mayoritariamente con Hungría y en menor medida con Eslovenia y Eslovaquia. 
El punto más alto de Burgenland es la colina Geschriebenstein, en la frontera con Hungría y cuya cima se eleva 884 metros sobre el nivel del mar. El punto más bajo es el Hedwighof, en el municipio de Apetlon (Distrito de Neusiedl am See), a 114 m. La localidad más baja es Illmitz, a 116 m.
El punto más céntrico de Burgenland, en las coordenadas 47° 28′ 41,2″ N, 16° 34′ 17,8″ E, se encuentra en Unterpullendorf (municipio de Frankenau-Unterpullendorf) y está señalado con una piedra basáltica. 
Burgenland se divide en tres regiones naturales: norte, centro y sur. 

### Ríos
El río Leita supone la frontera natural con Baja Austria. Otros ríos destacables son el Raba, el Pinka y el Wulka. El río Zöbern desemboca en el Güns (afluente del Raba). 

### Clima
El clima es ilírico en Burgenland Sur y panónico en el resto del estado, según las divisiones climáticas locales. En la mitad septentrional del estado se aprecia una mayor presencia del clima continental. Las temperaturas oscilan entre los -2 °C y -4 °C de enero y los 21 °C de julio. 
La temperatura más alta registrada en Burgenland es de 40,3 °C en Neusiedl am See el 8 de agosto de 2013. 

### Áreas protegidas
Destaca el parque nacional del Lago Neusiedl, incluido en 2001 en el Patrimonio de la Humanidad "Paisaje cultural de Fertö/Neusiedlersee" por la UNESCO.
Existen además en Burgenland: 
- 29 parajes naturales
- 8 paisajes protegidos
- 15 parajes naturales incluidos en la Red Europa 2000
- 6 parques nacionales (Weinidylle, Raab-Őrség-Goričko, Rosalia-Kogelberg, Neusiedler See–Leithagebirge, Geschriebenstein-Írottkő y Landseer Berge)

## Política
Como estado federado, Burgenland tiene como instituciones principales su Parlamento estatal (Landestag), Gobierno estatal (Landesregierung) y Gobernador (Landeshauptmann). 
El parlamento estatal de Burgenland tiene 36 escaños, que tras las elecciones de 2020 se distribuyen de la siguiente manera: 
| Elecciones de Burgenland de 2020 |        |       |         |             |
| Partido                          | Votos  | %     | Escaños | +/-         |
| SPÖ                              | 92.634 | 49,94 | 19      | 4           |
| ÖVP                              | 56.726 | 30,58 | 11      | Sin cambios |
| FPÖ                              | 18.161 | 9,79  | 4       | 2           |
| GRÜNE                            | 12.466 | 6,72  | 2       | Sin cambios |

Tras las elecciones de 2020, tanto la presidenta del parlamento estatal de Burgenland, Verena Dunst, como el gobernador, Hans Peter Doskozil, pertenecen al SPÖ. 
Burgenland tiene derecho a tres escaños en el Consejo Federal (Bundesrat) de Austria, de los cuales actualmente dos consejeros son del SPÖ y uno del ÖVP.

## División administrativa

### Ciudades estatutarias (Statutarstädte)
- Eisenstadt
- Rust

### Distritos

Distritos de Burgenland

| Denominación                     | Capital         | Superficie (km²) | Población | Matrícula |
| -------------------------------- | --------------- | ---------------- | --------- | --------- |
| Neusiedl am See                  | Neusiedl am See | 1.038,64         | 59.990    | ND        |
| Eisenstadt-Umgebung              | Eisenstadt      | 453,14           | 43.236    | EU        |
| Mattersburg                      | Mattersburg     | 237,83           | 40.042    | MA        |
| Oberpullendorf (hún. Felsőpulya) | Oberpullendorf  | 701,44           | 37.384    | OP        |
| Oberwart (hún. Felsőőr)          | Oberwart        | 732,58           | 54.192    | OW        |
| Güssing                          | Güssing         | 485,34           | 25.699    | GS        |
| Jennersdorf                      | Jennersdorf     | 253,34           | 17.097    | JE        |

### Municipios
El estado cuenta con 171 municipios (contado con las Ciudades estatutarias). Aparte del alemán (idioma oficial de toda Austria), el croata y el húngaro son lenguas oficiales del estado, el único oficialmente trilingüe del país.

## Economía e infraestructuras
Burgenland es principalmente una región vitivinícola, junto a Baja Austria. Sus 13 000 hectáreas de viñedos se dividen en las siguientes áreas: 
- Neusiedler See (6.675 ha)
- Leithaberg (3.097 ha)
- Rosalia (297 ha)
- Mittelburgenland (2.104 ha)
- Eisenberg (515 ha)